# Karl Alexander Müller
Karl Alexander Müller (Basilea, Suiza, 20 de abril de 1927 - Zúrich, 9 de enero de 2023) fue un físico suizo galardonado con el Premio Nobel de Física en 1987.

## Biografía
Müller nació el 20 de abril de 1927 en la ciudad suiza de Basilea, pero su familia rápidamente se trasladó a la ciudad austríaca de Salzburgo, donde su padre estudiaba música.
Él y su madre se trasladaron a Dornach, cerca de Basilea, a la casa de sus abuelos. Después se trasladaron a Lugano, en la región Suiza italiana, donde aprendió a hablar italiano con fluidez. Su madre murió en 1938, cuando él tenía 11 años. Tras la pérdida, fue enviado a un colegio evangélico en la població de Schiers, al este de Suiza. Aquí estudiaría durante siete años, de 1938 a 1945, obteniendo el Bachillerato.
Así pues, era un estudiante en un país neutral durante la Segunda Guerra Mundial. Participó en las clases que estudiaron la situación del mundo en aquel momento, y participó en grupos de discusión. Esto tendría un efecto profundo sobre su carrera y su vida. 
En 1945 ingresó en la Escuela Politécnica Federal de Zúrich, donde estudió electrónica y recibió clases por parte de Wolfgang Pauli. En el 1957 consiguió el doctorado.
En 1956 se casó con Ingeborg Marie Louise Winkler. Tuvieron un niño, Eric, en el verano de 1957, y una hija, Silvia, en 1959.

## Investigaciones científicas
Inició sus investigaciones en el Battelle Institut de Ginebra, donde fue miembro del grupo de investigación sobre la resonancia magnética. En 1963 entró a formar parte del laboratorio de investigación de la empresa IBM en Zúrich, donde estuvo hasta 1985.
Sus trabajos de investigación se iniciaron con las características fotocromáticas de los iones de los materiales de transición, sus características químicas, ferroeléctricas y estructurales del cambio de estado.
En 1982 inició su colaboración con el físico alemán Johannes Georg Bednorz acerca de la superconductividad y los efectos que se producen sobre esta al aplicarle altas temperaturas, así como en el estudio de las propiedades de los cerámicos formados a partir de la oxidación de materiales de transición.
En el año 1987 fue galardonado, junto a Bednorz, con el Premio Nobel de Física por sus trabajos sobre la superconductividad en los materiales cerámicos.